# Futabatei Shimei
(Futabatei Shimei)
Shimei Futabatei, (二葉亭 四迷 Futabatei Shimei) pseudonimo di Tatsunosuke Hasegawa (長谷川 辰之助 Hasegawa Tatsunosuke) (Tōkyō, 28 febbraio 1864 – Baia del Bengala, 10 maggio 1909), è stato uno scrittore, traduttore e critico letterario giapponese, noto per la sua opera Ukigumo  (浮雲?, ukigumo), considerata il primo romanzo moderno giapponese, di recente tradotto in italiano con il titolo di 'Nuvole nel vento'..

## Biografia
Futabatei nacque in una famiglia samuraica al termine dell’era Tokugawa, un’epoca caratterizzata dell’egemonia della classe militare. A causa dei disordini sociali dovuti alla Restaurazione Meiji venne mandato dal padre a studiare a Nagoya, dove ebbe modo di conoscere la letteratura occidentale.
In seguito al trasferimento del padre nella prefettura di Shimane, la famiglia traslocò a Matsue, e il giovane Futabatei si iscrisse presso una scuola privata di ispirazione confuciana, la Sōchōsha. Nel 1879 si stabilì nella capitale. Nel 1881, spinto da un forte ideale nazionalistico e ritenendo la Russia una delle maggiori minacce per il suo paese, intraprese lo studio del russo presso la Tōkyō Gaikokugo Gakkō (Scuola di lingue straniere di Tōkyō) con l’obiettivo di diventare diplomatico.
Nel corso degli studi si appassionò alla letteratura russa e rimase affascinato sia dalla caratterizzazione dei personaggi, sia dal ruolo svolto dai letterati russi dell’epoca, che costituivano un punto di riferimento per il popolo oppresso dalla tirannica autocrazia zarista. Sebbene anche in Giappone molti autori sentissero il bisogno di occuparsi della situazione socio-politica, la letteratura era intesa perlopiù come puro passatempo, e non era ritenuta uno strumento di denuncia sociale. Futabatei, al contrario del bundan (l’ambiente letterario giapponese coevo), riteneva che fosse importante porre attenzione ai fenomeni sociali e idealizzò il letterato come un combattente che fa della letteratura la sua missione, toccando gli animi e stimolando alla riflessione e all'azione.
Dopo aver abbandonato la scuola a pochi mesi dal termine degli studi come protesta nei confronti della fusione della stessa con un istituto di economia, nel 1886 pubblicò nella rivista Chūō gakujutsu zasshi il suo primo lavoro di critica letteraria, Shōsetsu sōron  (小説総論?, shōsetsu sōron). La stesura fu incoraggiata dall'amico Tsubouchi Shōyō che l'anno precedente aveva pubblicato il proprio saggio Shōsetsu shinzui  (小説神髄?, shōsetsu shinzui), nel quale manifestò i suoi principi letterari e l’alta considerazione nutrita per l’arte. Questo articolo e il testo russo Ideja Iskusstva di Vissarion Belinskij, che permise a Futabatei di venire a contatto con l’idealismo tedesco di Hegel, furono di grande ispirazione per la sua opera.
Tra il 1887 e il 1889 lo scrittore pubblicò il romanzo che lo avrebbe reso famoso nella storia della letteratura: Ukigumo (浮雲?, Ukigumo),firmato per la prima volta con lo pseudonimo di Futabatei Shimei. Il romanzo portò all'autore una considerevole fama, ma non il denaro necessario per vivere. Dopo un breve periodo in cui lavorò in banca e insegnò in una scuola femminile, diventò traduttore di testi russi. Amava in particolare l'autore Ivan Turgenev, e quella della traduzione fu un'attività a cui si dedicò per tutto l'arco della vita.
Ichikawa Bunkichi e Furukawa Tsuneichiro, tra i primi insegnanti della scuola di lingue straniere di Tōkyō, invitarono Futabatei a fare parte del corpo docenti dello stesso istituto; Futabatei accettò e vi insegnò dal 1899 al 1902. Furukawa, Ichikawa e Hasegawa (Futabatei) erano conosciuti in Giappone come i San-sen ("Tre fiumi") della lingua russa per via della presenza del carattere kawa (川? "fiume") nei loro cognomi.
Fu solo nel 1906 che Futabatei si dedicò alla stesura di un nuovo testo originale che però non terminò: Chasengami  (茶筅髪?). Il secondo romanzo ultimato fu Sono Omokage  (その面影?) del 1906, in cui l'autore dipinse uno spaccato realistico della società giapponese del periodo, trattando in particolare della pratica di adottare un genero nelle famiglie senza erede.
Futabatei si dedicò a numerose attività e rifiutò sempre di essere chiamato col termine di letterato, a causa della bassa considerazione che egli aveva per il bundan, che condannava per essere troppo distaccato dai problemi della vita reale.
Nel 1907 scrisse il suo ultimo romanzo, il più amaro e autobiografico della sua breve carriera: Mediocrità  (平凡?, heibon). In esso manifestò l’ostilità che provava verso il contesto letterario giapponese che lo circondava e dal quale si sentiva estraneo. Si era infatti ritirato completamente dai circoli letterari dal 1889 per lavorare per il governo, ma tra il 1904 e il 1909 scrisse anche numerosi articoli per lo Asahi Shinbun che trattavano di letteratura giapponese e russa oltre che di problematiche sociali. Nel giugno del 1908 fu inviato in Russia come corrispondente, ma lì contrasse la tubercolosi e morì sulla nave del ritorno mentre attraversava la Baia del Bengala il 10 maggio 1909.
Futabatei non fu mai soddisfatto della propria produzione letteraria, non ritenendola all'altezza della letteratura russa, in particolare delle vette raggiunte da Gogol, Dostoevskij e Turgenev. Fu però di grande ispirazione per la letteratura giapponese moderna del XX secolo, e contribuì notevolmente al suo rinnovamento.

## Romanzi
Nonostante la fama di cui Futabatei godette come scrittore, egli pubblicò in realtà solo tre romanzi, tutti riconducibili alla corrente realista.
Il primo e più significativo dei tre è Ukigumo (浮雲?, Ukigumo). Il titolo fa riferimento all'instabilità delle nubi, sospinte da venti che vanno in direzioni differenti. Tale instabilità rappresenterebbe la condizione vissuta dal popolo giapponese nel periodo Meiji, una delicata fase di trasformazioni, ma anche di conflitto tra passato e presente. Futabatei ambienta la trama nella Tōkyō di quel periodo di transizione tra il Giappone feudale e quello moderno. A fare di Ukigumo (浮雲?, Ukigumo) il primo romanzo moderno giapponese è, oltre il linguaggio utilizzato, lo spessore psicologico che connota il protagonista del racconto, costruito con la resa diretta dei suoi pensieri tramite il monologo interiore, e l'eliminazione del filtro del narratore. Nella seconda parte del romanzo l'azione quasi scompare per lasciare spazio al pensiero. Gli spazi fisici si riducono e il tempo sembra dilatarsi; la narrazione si concentra sulle divagazioni mentali di Bunzō, il protagonista. Mai prima di allora nella letteratura giapponese era stato ritratto così a fondo il mondo interiore dell'individuo.
Il protagonista del romanzo, Bunzō, si dimostra timido, impacciato, lento nel prendere decisioni, incapace di agire nonostante la fervida attività di pensiero. Per questi motivi alcuni studiosi lo hanno definito un "eroe superfluo", termine introdotto in letteratura da Turgenev, a cui Futabatei si ispirò, per indicare l'uomo moderno alienato dalla società che lo circonda.
Il secondo romanzo pubblicato da Futabatei è Sono omokage (其面影?, Sono Omokage), in cui è avvertibile l'influenza di Gogol. Il protagonista del romanzo è Tetsuya, adottato nella famiglia Ono per fare da marito alla figlia primogenita. La trama affronta il dramma dell’uomo che si ritrova capofamiglia in seguito alla morte del suocero che ha sperperato le finanze della famiglia. La moglie si rivela stravagante e insopportabile per Tetsuya, che cerca quindi di scappare con la figlia secondogenita della famiglia Ono. Al rifiuto della donna, Tetsuya si trova senza vie d’uscita e si trasferisce oltre mare per lavoro, iniziando un percorso di autodistruzione. Il romanzo termina tragicamente con il protagonista in preda all'alcolismo e a disturbi mentali.
L'ultimo della sua produzione è Mediocrità (平凡?, Heibon), un romanzo autobiografico nello stile ispirato da Turgenev. L'opera ha un tono aspro e il titolo fa riferimento al circolo letterario giapponese di quegli anni, che Futabatei condanna per la sua indifferenza alle tematiche sociali e politiche. Venne pubblicato sul giornale Asahi Shinbun nel 1907. Il protagonista di quest'ultimo romanzo è il goffo Furuia San, un eterno indeciso. Il romanzo è ambientato nella capitale giapponese dove Furuia trascorre la sua adolescenza presso gli zii in compagnia del cane Poci. La città sarà per lui luogo di emancipazione e di una difficile iniziazione sentimentale, ma anche occasione di delusioni e di conflitti.

## Stile e linguaggio
Tutti i suoi romanzi appartengono alla corrente realista, in voga agli inizi del secolo. Affascinato sin dall'adolescenza dalla letteratura russa, Futabatei tradusse decine di testi, contribuendo a diffonderli in Giappone. La stessa letteratura russa influenzò il suo stile e la struttura dei suoi romanzi.
Già con i primi lavori di traduzione dal russo, Futabatei tentò di utilizzare un linguaggio scritto che si avvicinasse al giapponese parlato. Sino ad allora infatti la lingua giapponese scritta e quella parlata seguivano regole di sintassi e grammatica differenti. Tramite accorgimenti nell'uso della grammatica, autori a lui contemporanei quali ad esempio Higuchi Ichiyō e Ozaki Kōyō, introdussero novità nello stile di scrittura, ma fu Futabatei a guadagnarsi la nomea di padre del genbun’itchi, la fusione della lingua scritta e parlata nella letteratura, grazie alle innovazioni letterarie da lui introdotte.

## Opere

### Saggi
- 1886, Shōsetsu sōron (小説総論?)

### Romanzi
- 1887-1889, Ukigumo (浮雲?) , con il titolo "Nuvole nel vento", Lecce, 2021.
- 1906, Sono omokage (其面影?)
- 1907, Heibon (平凡?)
  - Mediocrità, Torino, Einaudi, 1941

## Riconoscimenti
- A Futabatei è stato intitolato il cratere Futabatei, sulla superficie di Mercurio.